# Demografia de Mèxic
El 2005, Mèxic tenia una població de 103.263.388, fent-lo el país castellanoparlant més poblat del món, el segon més poblat de l'Amèrica Llatina després del Brasil, i el segon més poblat de Nord-amèrica després dels Estats Units. Al llarg del segle xx, la demografia de Mèxic es va caracteritzar per un ràpid creixement poblacional. Tot i que aquesta tendència ha canviat i en l'actualitat la taxa de creixement poblacional mitjana és inferior a l'1% anual, encara continua la transició demogràfica cap a la tercera fase, i Mèxic encara té una cohort substancial de joves. La ciutat més poblada és la seva capital, la ciutat de Mèxic, amb una població de 8,7 milions d'habitants el 2005; la seva àrea metropolitana és també la més poblada del país, i una de les més poblades del món, amb 19,2 milions d'habitants el 2005. Aproximadament el 50% de la població mexicana viu a una de les cinquanta àrees metropolitanes del país.
Les dades demogràfiques i estadístiques són preses per l'Institut Nacional d'Estadística, Geografia i Informàtica (INEGI). El Consell Nacional de Població (CONAPO), és una institució de la Secretaria de Governació (el Ministeri de l'Interior), encarregada de l'anàlisi i la recerca de les dinàmiques de població. La Comissió Nacional per al Desenvolupament dels Pobles Indígenes (CDI), entre altres coses, elabora recerques i anàlisis dels indicadors sociodemogràfics dels pobles indígenes de Mèxic.

## Dinàmica de població

Creixement de la població

Piràmide de població (2017)

Densitat de població dels estats de Mèxic

El 1900, la població mexicana era de 13,6 milions. Durant el període de prosperitat econòmica, que els economistes van anomenar el Miracle Mexicà, el govern mexicà va invertir en programes socials i de seguretat social que van reduir la mortalitat infantil i van incrementar l'esperança de vida; ambdues van tenir com a resultat un increment intens de la població entre 1930 i 1980. La taxa de creixement anual va arribar a un màxim de 3,5% anual el 1965, i va decréixer a 0,99% el 2005. Tot i que Mèxic es troba en camí a la tercera fase de la transició demogràfica, a prop del 50% de la població mexicana el 2005, tenia 25 anys o menys d'edat. La taxa de fertilitat també ha disminuït de 5,7 nens per dona el 1976 a 2,2 el 2006.
La taxa de creixement poblacional de la capital, el Districte Federal, va ser una de les més baixes del país el 2005, amb només el 0,2% anual. L'estat amb la taxa de creixement més baixa va ser la de Michoacán (-0,1%), mentre que els estats amb les taxes més elevades van ser Quintana Roo (4,7%) i Baixa Califòrnia Sud (3,4%), ambdós els últims territoris a pujar a l'estatus d'estat de la Unió durant la dècada de 1970. La taxa neta de migració del Districte Federal durant el mateix període va ser negativa i la més baixa de totes les entitats polítiques de Mèxic, mentre que els estats amb les taxes de migració positives més elevades han estat Quintana Roo (2,7), Baixa Califòrnia (1,8) i Baixa Califòrnia Sud (1,6). Tot i que la taxa de creixement poblacional encara és positiva, la taxa neta de migració nacional va ser negativa el 2008 (-3,7 per cada 1.000 habitants), atès el flux intens d'immigrants als Estats Units; el 2004, s'estimava que 5,3 milions de mexicans indocumentats vivien als Estats Units, i 18,2 milions de ciutadans estatunidencs van declarar ser descendents de mexicans. Mèxic, de fet, és el segon país que més immigrants ha enviat als Estats Units al llarg de la seva història, després d'Alemanya.
Els estats de la federació mexicana i el Districte Federal són coneguts, de manera conjunta, com a "entitats federatives" o federals. El 2005, les cinc entitats federatives més poblades eren l'estat de Mèxic (14,4 milions), el Districte Federal (8,7 milions), Veracruz (7,1 milions), Jalisco (6,7 milions) i Puebla (5,4 milions); totes cinc agrupen el 40,7% de la població nacional. La ciutat de Mèxic és coextensiva amb el Districte Federal, i per tant, és la ciutat més poblada del país, mentre que l'àrea metropolitana de la ciutat de Mèxic, que inclou altres municipis adjacents és una de les més poblades del món.
El creixement poblacional intens dels estats del nord, especialment de les regions a prop de la frontera amb els Estats Units, han canviat el perfil demogràfic del país des de la segona meitat del segle XIX; el 1967 l'acord maquiladora entre tots dos països permetia que tots els productes manufacturats a les ciutats frontereres poguessin ser importants sense impostos als Estats Units. Arran de la signatura del Tractat de Lliure Comerç d'Amèrica del Nord (NAFTA, per les seves sigles en anglès), tots els productes poden ser importants sense impostos, de totes les regions de Mèxic, i com a conseqüència les exportacions, i alhora la població, de les ciutats mitjanes d'altres regions de Mèxic, han crescut significativament. Això també ha permès una descentralització econòmica i el creixement d'altres àrees metropolitanes que conformen centres regionals de creixement econòmic, com ara Monterrey, Guadalajara, Puebla, San Luis Potosí, Toluca i Torreón.

## Migració

### Immigració
A part dels colonitzadors espanyols, la immigració europea a Mèxic a finals del segle xix i principis del XX va ser molt menor que no pas l'influx major d'immigrants cap als països sud-americans com ara l'Argentina o el Brasil. Els grups d'immigrants europeus no ibèrics són els britànics, els irlandesos, els italians, els alemanys, els francesos i els belgues. La immigració de persones de l'Orient Pròxim també va ser significativa, especialment de Turquia i el Líban. Els immigrants asiàtics, principalment els xinesos, van arribar principalment des dels Estats Units, quan aquest país els va expulsar, mentre que els coreans es van establir al centre del país.
El país també va ser un receptor d'exiliats polítics i econòmics d'Espanya i Catalunya, així com d'altres nacions de l'Amèrica Llatina, en especial de l'Argentina, Xile, Colòmbia, Veneçuela, Cuba, el Perú, i l'Amèrica Central, des de les dècades de 1930 a 1980. Una segona onada d'immigrants va arribar com a resultat de les crisis econòmiques recents que han afectat els països de la regió. La comunitat argentina és una de les més grans, amb estimacions que varien entre els 30.000 i el 150.000, i segons algunes fonts és la comunitat d'argentins a l'estranger més gran del món.
Mèxic també és el país on el nombre més gran d'estatunidencs viuen a l'estranger. L'Associació de Ciutadans Nord-americans a l'Exterior va estimar, el 1999, que poc més d'un milió d'estatunidencs viuen a Mèxic, és a dir l'1% de la població total de Mèxic i el 25% de tots els estatunidencs a l'exterior. Aquest fenomen migratori pot ser causa de la interacció d'ambdós països dins el Tractat de Lliure Comerç d'Amèrica del Nord (NAFTA), però també pel fet que Mèxic s'ha convertit en una de les destinacions més populars pels jubilats estatunidencs, especialment els petits pobles colonials del centre, i les platges de Baixa Califòrnia i el Carib; només a l'estat de Guanajuato, a San Miguel de Allende i els pobles al voltant viuen 200.000 estatunidencs.
Les diferències entre les xifres oficials d'immigrants legals a Mèxic i tots els residents, legals i il·legals, és gran. La xifra oficial de residents estrangers a Mèxic el 2000 era de 493.000, dels quals, la majoria (el 89,9%) havien nascut als Estats Units (només a l'estat de Chiapas la majoria dels immigrants provenien de l'Amèrica Central). Les sis entitats federatives amb el nombre major d'immigrants eren, el 2000, Baixa Califòrnia, (12,1% del total), el Districte Federal (11,4%), Jalisco (9,9%), Chihuahua (9%) i Tamaulipas.

### Emigració
Malgrat la immigració recent, la taxa neta de migració a Mèxic és negativa, estimada en -3,84 migrants per cada 1000 habitants. La gran majoria han emigrat als Estats Units d'Amèrica. Aquest fenomen migratori no és nou, ans ha estat una característica comuna de la relació entre tots dos països durant el segle xx. Durant la Primera i la Segona Guerra Mundial els governs estatunidenc i mexicà van aprovar el contracte de treballadors mexicans dins el territori dels Estats Units i va tolerar la immigració il·legal per rebre treballadors addicionals per al camp i la indústria per reemplaçar el personal que havia sortit cap a la guerra, i per suplir l'increment de la demanda de mà d'obra atès el creixement econòmic. Tanmateix, els Estats Units van cancel·lar unilateralment el programa a causa de la pressió dels grups dels drets civils. Malgrat això, l'emigració de Mèxic va continuar al llarg del segle, en diversos graus, però va créixer de manera significativa durant la dècada de 1990. De fet, el 37% de tots els immigrants mexicans als Estats Units van arribar aquella dècada. En el cens nord-americà del 2000, aproximadament 20 milions de residents dels Estats Units es van identificar com a mexicans, mexicanoamericans o descendents de mexicans, fent-la la sisena ascendència més citada de tots els residents d'aquell país.
L'INEGI va estimar que el 2000 prop de 8 milions de mexicans vivien als Estats Units d'Amèrica, és a dir, comparable al 8,7% de la població total d'aquell any. Aquell any, només 260.650 emigrants van tornar a Mèxic. Aquesta tendència, tanmateix, canviarà durant els pròxims anys, en part a les millores econòmiques de Mèxic, però sobretot a la recessió que ha començat als Estats Units. Diverses institucions han pronosticat que la crisi econòmica als Estats Units del 2008 i 2009 farà que 1,5 milions de mexicans tornin a Mèxic.

## Ciutats i àrees metropolitanes

### Localitats, ciutats i municipis
Vegeu també: Municipis de Mèxic
El 2005, Mèxic tenia 187.938 "localitats"—assentaments—que poden ser un petit poble, una ciutat gran, o simplement una unitat d'habitatge d'una regió rural. A Mèxic, una ciutat es defineix com una localitat amb més de 2.500 habitants. El 2005 n'hi havia 2.640, de ciutats, amb una població entre 2.500 i 15.000, 427 amb una població entre 15.000 i 100.000, 112 amb una població entre 100.000 i un milió, i 11 amb una població de més d'un milió d'habitants. Totes les ciutats es consideren àrees urbanes, i agrupen el 76,5% de la població.
Els municipis (municipios en castellà) i les delegacions o districtes (delegaciones en castellà) són divisions politicoadministratives de segon o tercer nivell a Mèxic, amb autonomia interna, i límits, poders i funcions prescrits. De divisions polítiques de segon nivell n'hi ha 2,438 municipis i 16 delegacions (totes al Districte Federal). Un municipi, al seu torn, pot estar constituït per una o més ciutats una de les quals és la "capçalera municipal". Les ciutats generalment es troben dins un sol municipi, llevat d'algunes petites àrees que s'estenen cap a un d'altre sense incorporar-ne el cap de municipi. Alguns municipis se subdivideixen en delegacions, però a diferència de les delegacions del Districte Federal, aquestes són divisions administratives de tercer nivell.
Els municipis de Mèxic varien molt en superfície. Al centre, són petits, i sovint coextensius amb una sola ciutat que els integren (com és el cas de Guadalajara), mentre que els municipis del nord-oest i el sud-est són molt més extensos—n'hi ha un la superfície del qual és superior a la de Catalunya—i contenen més d'una ciutat o poble que no necessàriament conformen una àrea metropolitana (com és el cas del municipi de Tijuana.

### Àrees metropolitanes
Article principal: Àrees metropolitanes de Mèxic
Una àrea metropolitana a Mèxic es defineix com el grup de municipis que interaccionen amb els altres al voltant d'una ciutat principal. Han de ser integrades per almenys dos o més municipis amb una població conjunta mínima de 50.000, o per un sol municipi amb una població superior al milió d'habitants, o una ciutat fronterera amb una població d'almenys 250.000 habitants que forma una conurbació amb una o més ciutats dels Estats Units d'Amèrica.
El 2004 n'hi havia, d'àrees metropolitanes, cinquanta-cinc, on vivia al volant del 53% de la població total del país. L'àrea metropolitana de la ciutat de Mèxic n'és la més gran, amb 19,23 milions d'habitants, i on vivia el 19% de la població total de Mèxic. Les quatre àrees metropolitanes més grans són l'àrea metropolitana de Guadalajara (4,1 milions), l'àrea metropolitana de Monterrey (3,7 milions), l'àrea metropolitana de Puebla (2,1 milions) i l'àrea metropolitana de Toluca (1,6 milions); totes cinc, amb l'àrea de la ciutat de Mèxic, agrupen el 30% de la població del país. L'àrea metropolitana de la ciutat de Mèxic va ser la conurbació que més ràpid va créixer entre les dècades de 1930 i 1980. Des de llavors, el país s'ha descentralitzat lentament, econòmicament i demogràficament. Del 2000 al 2005 la seva taxa anual de creixement poblacional mitjana va ser la més petita de les cinc, mentre que les conurbacions amb el creixement més ràpid van ser Puebla (2,0%), seguida de Monterrey (1,9%), Toluca (1,8%) i Guadalajara (1,8%).
A continuació hi ha la població de les 59 zones metropolitanes de Mèxic segons el cens de l'INEGI de 2010:
| Posició   | Posició                   | Àrea Metropolitana                                                                    | Població   | Població   | Població                  | Població |
| Cens 2010 | Variació respecte de 2000 | Àrea Metropolitana                                                                    | Cens 2010  | Cens 2000  | Variació respecte de 2000 |          |
| --------- | ------------------------- | ------------------------------------------------------------------------------------- | ---------- | ---------- | ------------------------- | -------- |
| 01        | =                         | Àrea metropolitana de la Vall de Mèxic                                                | 20.116.842 | 18.396.677 | 9,35                      | Augment  |
| 02        | =                         | Àrea metropolitana de Guadalajara                                                     | 4.434.878  | 3.699.136  | 19,88                     | Augment  |
| 03        | =                         | Àrea metropolitana de Monterrey                                                       | 4.106.054  | 3.381.005  | 21,44                     | Augment  |
| 04        | =                         | Àrea metropolitana de Puebla-Tlaxcala                                                 | 2.728.790  | 2.269.995  | 20,21                     | Augment  |
| 05        | =                         | Àrea metropolitana de la Vall de Toluca                                               | 1.936.126  | 1.540.452  | 25,68                     | Augment  |
| 06        | =                         | Tijuana                                                                               | 1.751.430  | 1.352.035  | 29,54                     | Augment  |
| 07        | =                         | Àrea metropolitana de León                                                            | 1.609.504  | 1.269.179  | 26,81                     | Augment  |
| 08        | =                         | Àrea metropolitana transnacional de Juárez i El Paso                                  | 1.332.131  | 1.218.817  | 9,29                      | Augment  |
| 09        | =                         | Àrea metropolitana de La Laguna                                                       | 1.215.817  | 1.007.291  | 20,70                     | Augment  |
| 10        | (1)                       | Àrea metropolitana de Querétaro                                                       | 1.097.025  | 816.481    | 34,36                     | Augment  |
| 11        | (1)                       | Àrea metropolitana de San Luis Potosí (San Luis Potosí - Soledad de Graciano Sánchez) | 1.040.443  | 850.828    | 22,28                     | Augment  |
| 12        | =                         | Àrea metropolitana de Mérida                                                          | 973.046    | 803.920    | 21,03                     | Augment  |
| 13        | (2)                       | Mexicali                                                                              | 936.826    | 764.602    | 22,52                     | Augment  |
| 14        | (3)                       | Àrea metropolitana d'Aguascalientes                                                   | 932.369    | 727.582    | 28,14                     | Augment  |
| 15        | (2)                       | Àrea metropolitana de Cuernavaca                                                      | 924.964    | 798.782    | 15,79                     | Augment  |
| 16        | (2)                       | Àrea metropolitana d'Acapulco                                                         | 863.431    | 791.558    | 9,07                      | Augment  |
| 17        | (1)                       | Àrea metropolitana de Tampico                                                         | 859.419    | 746.417    | 15,13                     | Augment  |
| 18        | =                         | Àrea metropolitana de Chihuahua                                                       | 852.533    | 696.495    | 22,40                     | Augment  |
| 19        | (1)                       | Àrea metropolitana de Morelia                                                         | 829.625    | 679.109    | 22,16                     | Augment  |
| 20        | (1)                       | Saltillo                                                                              | 823.128    | 637.273    | 29,16                     | Augment  |
| 21        | (2)                       | Àrea metropolitana de Veracruz                                                        | 811.671    | 687.820    | 18,00                     | Augment  |
| 22        | =                         | Àrea metropolitana de Villahermosa                                                    | 755.425    | 600.580    | 25,78                     | Augment  |
| 23        | (1)                       | Reynosa - Río Bravo                                                                   | 727.150    | 524.692    | 38,58                     | Augment  |
| 24        | (1)                       | Àrea metropolitana de Tuxtla                                                          | 684.156    | 523.482    | 30,69                     | Augment  |
| 25        | (4)                       | Cancún                                                                                | 677.379    | 431.128    | 57,11                     | Augment  |
| 26        | (3)                       | Àrea metropolitana de Xalapa                                                          | 666.535    | 554.990    | 20,09                     | Augment  |
| 27        | (1)                       | Àrea metropolitana d'Oaxaca                                                           | 607.963    | 501.283    | 21,28                     | Augment  |
| 28        | (1)                       | Àrea metropolitana de Celaya                                                          | 602.045    | 496.541    | 21,24                     | Augment  |
| 29        | (1)                       | Poza Rica de Hidalgo                                                                  | 513.518    | 467.258    | 9,90                      | Augment  |
| 30        | (3)                       | Àrea metropolitana de Pachuca de Soto                                                 | 512.196    | 375.022    | 36,57                     | Augment  |
| 31        | =                         | Àrea metropolitana de Tlaxcala-Apizaco                                                | 499.567    | 408.401    | 22,32                     | Augment  |
| 32        | (2)                       | Heroica Matamoros                                                                     | 489.193    | 418.141    | 16,99                     | Augment  |
| 33        | (1)                       | Cuautla de Morelos                                                                    | 434.147    | 372.256    | 16,62                     | Augment  |
| 34        | (1)                       | Àrea metropolitana de Tepic                                                           | 429.351    | 342.840    | 25,23                     | Augment  |
| 35        | (3)                       | Àrea metropolitana d'Orizaba                                                          | 427.406    | 381.730    | 11,96                     | Augment  |
| 36        | (1)                       | Àrea Metropolitana Nuevo Laredo–Laredo                                                | 384.033    | 310.915    | 23,51                     | Augment  |
| 37        | (5)                       | Àrea metropolitana de Puerto Vallarta                                                 | 379.886    | 244.536    | 55,34                     | Augment  |
| 38        | (2)                       | Minatitlán                                                                            | 356.137    | 323.389    | 10,12                     | Augment  |
| 39        | (1)                       | Coatzacoalcos                                                                         | 347.257    | 307.724    | 12,84                     | Augment  |
| 40        | (1)                       | Colima - Villa de Álvarez                                                             | 334.240    | 275.677    | 21,24                     | Augment  |
| 41        | (2)                       | Monclova - Frontera                                                                   | 317.313    | 282.853    | 12,18                     | Augment  |
| 42        | (2)                       | Córdoba                                                                               | 316.032    | 276.553    | 14,27                     | Augment  |
| 43        | =                         | Àrea metropolitana de Zacatecas (Zacatecas - Guadalupe)                               | 309.660    | 242.720    | 27,57                     | Augment  |
| 44        | =                         | Tehuacán                                                                              | 296.899    | 240.507    | 23,44                     | Augment  |
| 45        | (1)                       | Àrea metropolitana de Zamora-Jacona                                                   | 250.113    | 216.048    | 15,76                     | Augment  |
| 46        | (1)                       | Àrea metropolitana de Pénjamo-La Piedad                                               | 249.512    | 229.372    | 8,78                      | Augment  |
| 47        | =                         | Àrea metropolitana de Tulancingo                                                      | 239.579    | 193.638    | 23,72                     | Augment  |
| 48        | (1)                       | Àrea metropolitana de Tula                                                            | 205.812    | 169.901    | 21,13                     | Augment  |
| 49        | (1)                       | Guaymas                                                                               | 203.430    | 180.316    | 12,81                     | Augment  |
| 50        | (2)                       | San Francisco del Rincón                                                              | 182.365    | 145.017    | 25,75                     | Augment  |
| 51        | (1)                       | Piedras Negras                                                                        | 180.734    | 151.149    | 19,57                     | Augment  |
| 52        | (1)                       | Santo Domingo Tehuantepec                                                             | 161.337    | 145.567    | 10,83                     | Augment  |
| 53        | (2)                       | Tianguistenco                                                                         | 157.944    | 127.413    | 23,96                     | Augment  |
| 54        | =                         | Tecomán                                                                               | 141.421    | 127.863    | 10,60                     | Augment  |
| 55        | (1)                       | Ocotlán                                                                               | 141.375    | 125.027    | 13,07                     | Augment  |
| 56        | (3)                       | Río Verde - Ciudad Fernández                                                          | 135.452    | 128.935    | 5,05                      | Augment  |
| 57        | (1)                       | Teziutlán                                                                             | 122.500    | 102.727    | 19,24                     | Augment  |
| 58        | (1)                       | Acayucan                                                                              | 112.996    | 102.992    | 9,71                      | Augment  |
| 59        | =                         | Àrea metropolitana del Sud de Guanajuato (Moroleón - Uriangato)                       | 108.669    | 100.063    | 8,60                      | Augment  |

## Religió
La religió predominant a Mèxic és el catolicisme (al cens del 200, el 87,9% de la població de cinc anys i més s'hi adheria), tot i que un percentatge més petit (46%) era practicant. Al voltant del 5,2% de la població va declarar ser protestants o evangèlics, el 2,1% d'una religió "bíblica no evangèlica" (una classificació de l'INEGI que agrupa els adventistes, els mormons, i els testimonis de Jehovà). Un petit percentatge practica el judaisme, i el 2,5% no va declarar cap religió. El grup més nombrós de protestants són els pentecostals i carismàtics (classificats com a neopentecostals).
Els estats amb el percentatge més gran de catòlics són els estats del centre: Guanajuato (96,4%), Aguascalientes (95,4%) i Jalisco (95,4%). Als estats sud-orientals, el percentatge de catòlics és molt menor, especialment a Chiapas (63,8%), Tabasco (70,4%) i Campeche (71,3%). El percentatge de catòlics ha disminuït durant les últimes quatre dècades; del 98% el 1950 a 87,9% el 2000. La taxa mitjana anual de creixement de la població catòlica entre 1990 i el 2000 va ser de l'1,7%, mentre que la dels no catòlics va ser del 3,7%. Ja que la taxa de creixement anual de la població durant el mateix període va ser d'1,8%, el percentatge de catòlics amb respecte la població total continua decreixent.
A diferència d'altres països de l'Amèrica Llatina, la constitució de 1857 va fer una separació entre Església i Estat, que es va aprofundir en la constitució de 1917, arran de la revolució socialdemòcrata que la va redactar. L'Estat mexicà no proveeix de cap recurs econòmic a l'Església i aquesta no pot participar en l'educació pública. A més a més, el govern va nacionalitzar totes les propietats (algunes de les quals han estat tornades a mans de l'Església) i els sacerdots perdien el dret de votar o a exercir cap càrrec públic (durant la dècada de 1990, van recuperar el dret de votar)

## Llengües
Article principal: Llengües de Mèxic
La llengua més important, nacional i oficial de facto és el castellà, el qual té una varietat de dialectes entre les regions. Mèxic té una gran diversitat lingüística, ja que s'hi parlen 62 llengües indígenes i diversos dialectes. La Llei de Drets Lingüístics, promulgada el 2001, va declarar que totes les llengües indígenes que es parlen a Mèxic són també "llengües nacionals" i gaudeixen de la mateixa validesa als territoris on es parlen, sense importar el nombre de parlants. La llengua ameríndia amb més parlants és el nàhuatl (1,5% de la població la parla), seguida de la llengua maia yucateca (0,8%). La llei protegeix i declara "nacionals" totes les llengües ameríndies que es parlen a Mèxic, sense importar llur origen; així doncs, també són protegides les llengües portades pels grups indígenes desplaçats dels Estats Units (els kikapú) i de Guatemala.
Durant la primera meitat del segle xx el govern va promoure una política de castellanització, com a mitjà per integrar els pobles indígenes a la societat mexicana. Aquesta política es va revertir, i des de la dècada de 1980, el govern promou l'educació bilingüe i intercultural a les comunitats indígenes. Aquesta política ha reeixit a les comunitats amb un gran nombre de parlants, però altres llengües, sobretot aquelles amb menys de 1.000 parlants, encara estan en perill d'extinció.
Entre les llengües no autòctones portades pels immigrants, hi ha el vènet de Chipilo i el baix alemany a Durango i Chihuahua. Altres llengües estrangeres parlades a Mèxic són el francès, l'alemany, el rus, el xinès i el coreà. L'anglès també es parla extensament a les ciutats fronteres i turístiques, i pel més d'1 milió d'estatunidencs residents a Mèxic.

## Etnografia
Mèxic és un país ètnicament divers. El segon article de la constitució defineix el país com a "nació pluricultral" fonamentada originalment en els pobles indígenes. Tot i que no hi ha cap estadística oficial sobre etnicitat (llevat de les dades dels pobles indígenes), s'estima que el 70% de la població és mestissa, i el 12% és ameríndia. Els d'ascendència europea o blancs representen entre el 9% i el 17% de la població. Altres grups ètnics, com ara els afromexicans i els asiàtics representen menys de l'1% de la població.

### Pobles indígenes
Article principal: Pobles indígenes de Mèxic
La constitució no només reconeix els pobles indígenes ans també els atorga autonomia i protegeix llurs cultures i llengües. Els municipis on viuen els pobles indígenes poden conservar llurs sistemes tradicionals normatius per a l'elecció de llurs autoritats, en això que es coneix com a usos y costumbres.
Segons la Comissió per al Desenvolupament dels Pobles d'Indígenes hi ha 12 milions d'indígenes (12% de la població total) a Mèxic, dels quals, poc més de la meitat (7% de la població total) encara parlen una llengua indígena, i un dècim (1,2% de la població) no parla castellà. Altres organitzacions, tanmateix, reporten que el 30% de la població és majoritàriament indígena. Els estats amb els majors percentatges de població indígena són Yucatán (59%), Oaxaca (48%), Quintana Roo (39%), Chiapas (28%), Campeche (27%) i Hidalgo (24%).

### Europeus o blancs
Ni l'INEGI ni la CONAPO classifiquen la població per raça o ètnia. Tanmateix les organitzacions internacionals reporten que entre el 9% i el 17% de la població del país es classifica com a europea, caucàsica o blanca. La majoria són els descendents dels colonitzadors espanyols. Altres grups d'europeus hi van arribar durant el segle xix, principalment durant el Segon Imperi Mexicà, i a principis del segle xx, sobretot, francesos, britànics, italians, irlandesos i alemanys. També hi van immigrar estatunidencs blancs, iugoslaus, armenis, grecs, polonesos i russos, així com refugiats espanyols i catalans. Algunes comunitats es van establir en regions aïllades i hi han romàs, conservant llurs cultures i llengües, entre elles, els menonites de Chihuahua i Durango, i els vènets de Chipilo.

## La nacionalitat mexicana
Article principal: Nacionalitat mexicana
La constitució de Mèxic atorga la nacionalitat mexicana per "naixement" i per "naturalització". La definició de nacionalitat per "naixement" reconeix com a mexicans a totes les persones nascudes a Mèxic, sense importar la nacionalitat dels pares i tots els fills de mexicans, sense importar el lloc de naixement; és a dir la nacionalitat "per naixement" s'adquireix mitjançant ius sanguinis i ius soli. La nacionalitat per "naixement" s'atorga a:
- totes les persones nascudes a Mèxic,
- totes les persones nascudes fora de Mèxic si el pare o la mare és mexicana de naixement,
- totes les persones nascudes fora de Mèxic si el pare o la mare és mexicana per naturalització,
- totes les persones nascudes dins algun vaixell o aeronau mexicanes comercial o de guerra.

Tots els mexicans amb nacionalitat per "naixement" poden ser candidats a la presidència de Mèxic, sempre que un dels seus pares, també hagi estat mexicà. Així doncs, la constitució estableix clarament, a diferència d'altres països, com els Estats Units, que un mexicà que ha nascut a un altre país, pot ser elegit president.
La nacionalitat mexicana per "naturalització" s'atorga a:
- els ciutadans estrangers que per viure a Mèxic per un temps determinat reben la carta de naturalització del Ministeri de l'Interior,
- els ciutadans estrangers casats amb un mexicà de naixement o naturalitzat.